# 時計じかけのオレンジ
『時計じかけのオレンジ』（とけいじかけのオレンジ、A Clockwork Orange）は、アンソニー・バージェスが1962年に発表した同名の小説を原作とする1971年公開のSF映画。スタンリー・キューブリック監督。
2003年以降、スティーヴン・ジェイ・シュナイダーの『死ぬまでに観たい映画1001本』に掲載されている。2020年、アメリカ議会図書館によって「文化的、歴史的、美学的に重要」とみなされ、アメリカ国立フィルム登録簿に保存された。

## 概要

フランス語版ロゴ

暴力やセックスなど、欲望の限りを尽くす荒廃した自由放任と、管理された全体主義社会とのジレンマを描いた、サタイア（風刺）的作品。近未来を舞台設定にしているが、あくまでも普遍的な社会をモチーフにしており、映像化作品ではキューブリックの大胆さと繊細さによって、人間の持つ非人間性を悪の舞踊劇ともいうべき作品に昇華させている。
皮肉の利いた鮮烈なサタイア（風刺）だが、一部には暴力を誘発する作品であるという見解もある（後述）。
原作同様、映画も主人公である不良少年の一人称の物語であり、ロシア語と英語のスラングで組み合わされた「ナッドサット言葉」が使用されている。
この映画は、史上初めてドルビー研究所が開発したドルビーノイズリダクションシステムを使用し、ステレオ録音された映画である。ただし、劇場公開用のフィルムはモノラルである。
主演のマルコム・マクダウェルは公開から37年後にこの作品について「アレックスを演じた後の10年間、あの役を嫌っていた。作品を観ようとも思わなかったし、人前で語ることさえも嫌だった。それは、人にいつもあの映画の話をされ、与えられた新しい映画でわたしが演じるキャラクターは、すべてアレックスをイメージして作られたものばかりだったからね。だが、今となっては自分もそれを受け入れて感謝しなければならないと思えるようになった。あの作品は誰がどう観たって傑作だからね。」と語っている。
アレックスが二度目に作家の家を訪れたときに登場するマッチョな男は、『スター・ウォーズシリーズ』でダース・ベイダーの中身を演じたデヴィッド・プラウズである。

## あらすじ
- この項の記述は映画版に準じる。そのため、小説とは結末が異なる（時計じかけのオレンジ (小説)#削除された章を参照）。
- 以下の文章の中で二重引用符で表記されている言葉は、この小説に登場するナッドサット言葉である。

### ドルーグのウルトラヴァイオレンス

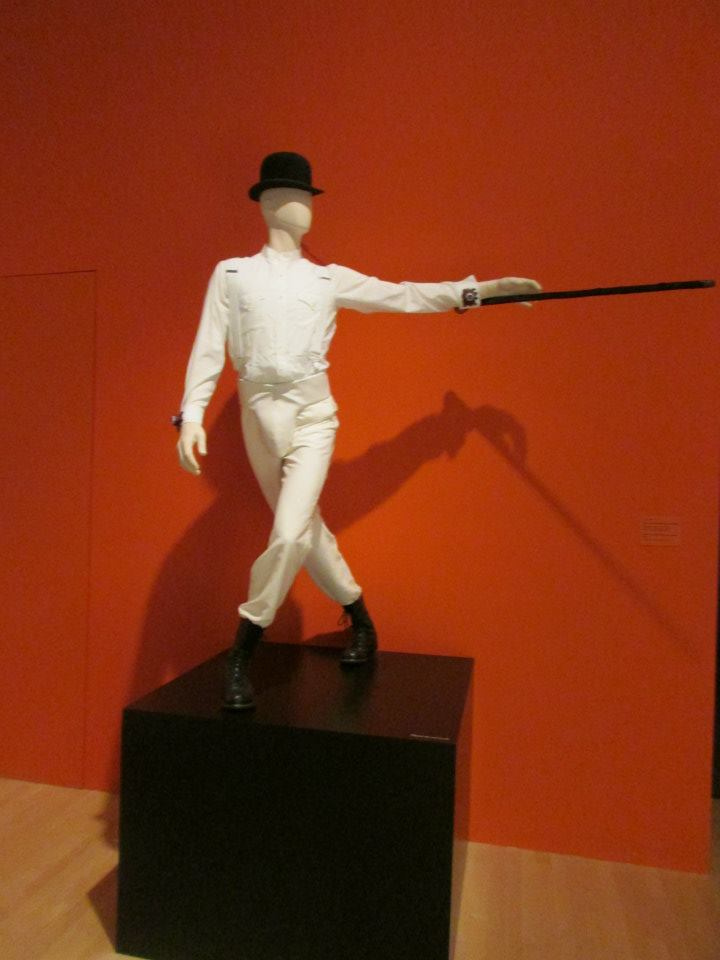
マネキンに着せた“ドルーグ”のコスチューム

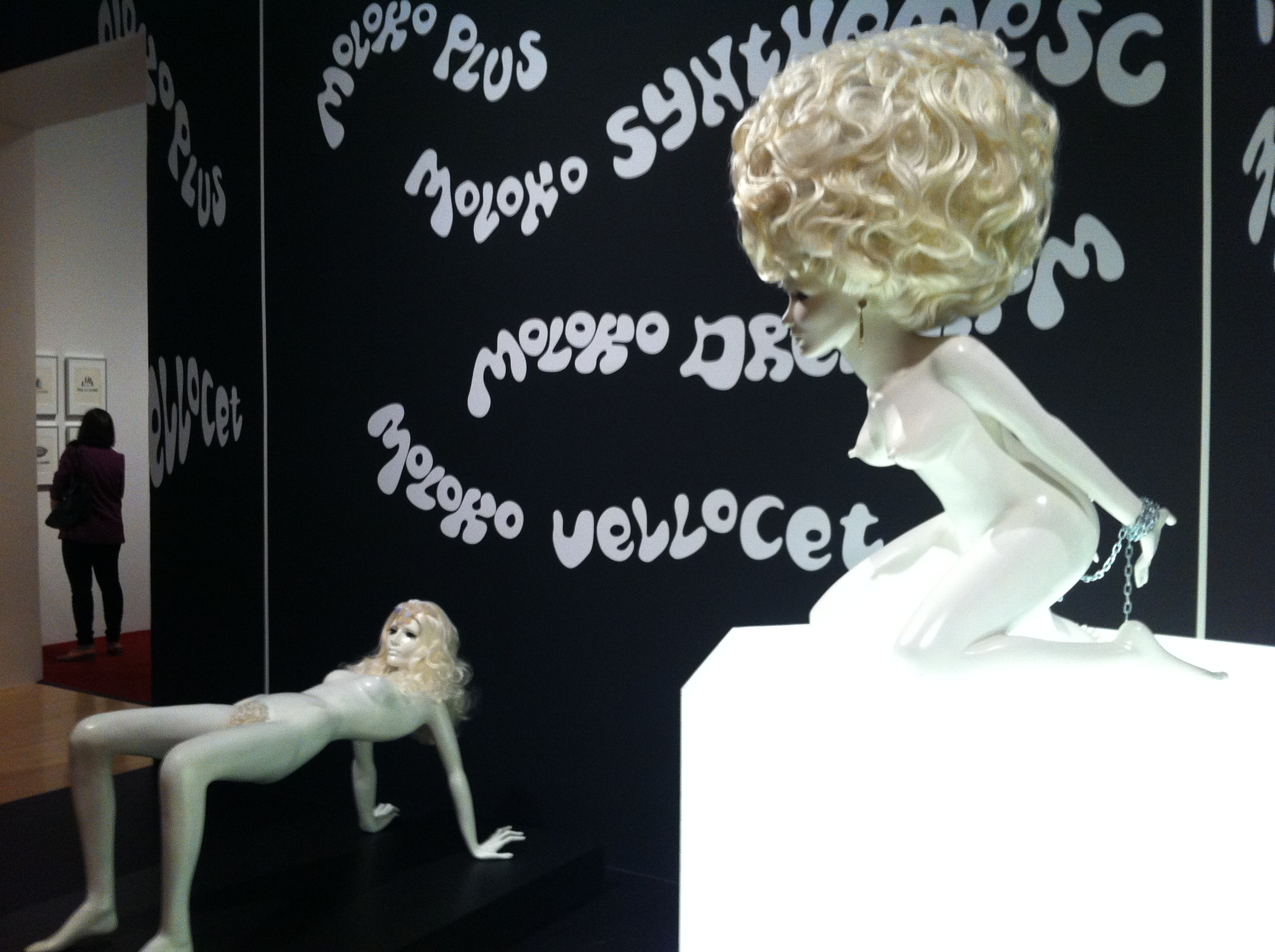
コロヴァ・ミルク・バーのインテリア

舞台は近未来のロンドン。クラシック音楽、中でもベートーヴェンをこよなく愛する15歳のアレックス・デラージ（Alex DeLarge）をリーダーとする少年4人組“ドルーグ”は、今夜もコロヴァ・ミルク・バーでドラッグ入りミルク“ミルク・プラス”を飲みながら、いつものように夜の世界の無軌道的な暴力行為“ウルトラヴァイオレンス”の計画を立てていた。
労働の担い手とならない老人は街中にゴミのように打ち捨てられホームレスとなっており、アレックスたちは酔って寝ていたホームレスを棍棒でめった打ちにする。ほかの不良グループ（ビリーボーイズ）は“デボチカ”少女を“フィリー”強姦すべく、廃墟に連れ込み血気盛んに衣服を剥ぎ取りベッドに押し倒すが、見計らったかのようにアレックスたちが現れ、全員を棍棒で叩きのめす。その乱闘中にサイレンの音が近づき、アレックスたちは逃走する。
興奮冷めない一行は盗んだ車で郊外へ走り、困窮を装って助けを求め、親切心から扉を開いた中年作家の家にマスクを被って押し入ると、「雨に唄えば」を歌いながら暴れて作家を押さえつけ、目の前で作家の妻を輪姦した。
翌日、いつものように学校をサボったアレックスは、レコード店で引っかけた女の子2人と自宅でセックスをする。その後、グループのリーダーをめぐって仲間と一悶着を起こすが、その夜仲間と共に金持ちが住む一軒家へ強盗に出かける。アレックスは男性器をかたどったオブジェで老婦人を“トルチョック”し撲殺するが、昼間のいさかいが原因で仲間から裏切られ、彼だけが警察に逮捕される。

### ルドヴィコ療法

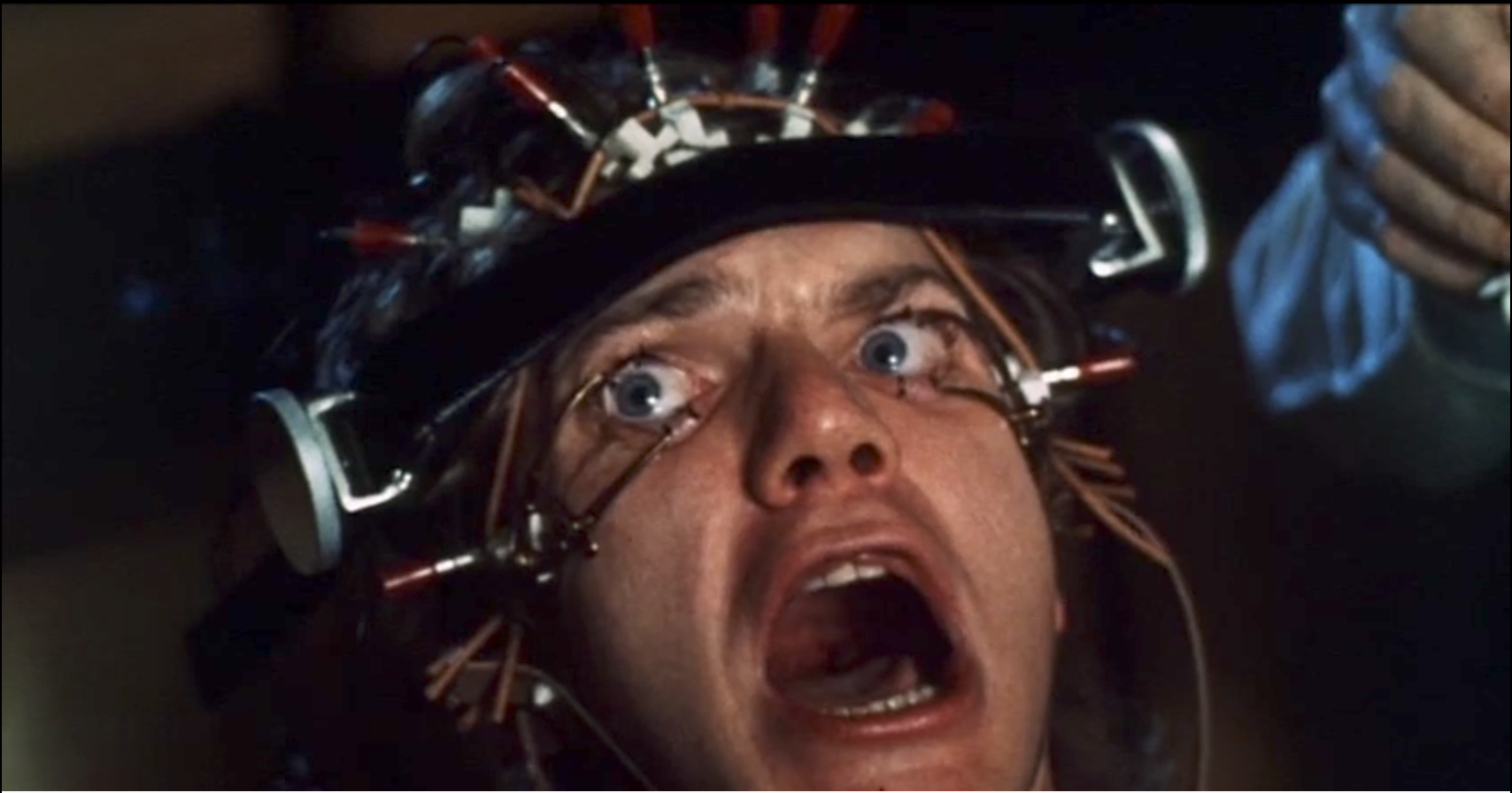
ルドヴィコ療法の様子

アレックスは懲役14年の実刑判決を下され、収監されて2年が経とうとしていた。牧師と懇意になるような模範囚を装っていたアレックスは、内務大臣にキリスト教への信仰心とクラシック音楽の趣味を見出され、さらに犯罪歴から野心を気に入られ、「ルドヴィコ療法 (Ludovico technique)」の被験者となることと引き換えに刑期短縮の機会を得る。12年の獄中生活から逃れるため、アレックスは志願した。
治療のためアレックスは施設に移送された。その治療は、被験者に投薬を行った上で拘束服で椅子に縛り付け、“リドロック”のクリップでまぶたを見開いた状態に固定し、眼球に目薬を差しながら残虐描写に満ち満ちた映像をただじっと鑑賞させ続けるというものだった。投薬によって引き起こされる吐き気や嫌悪感と、鑑賞中の暴力的映像を被験者が「連係」することで、暴力や性行為に生理的拒絶反応を引き起こすように暗示するのである。映像のBGMに使われていたのは、偶然にも彼が好んで聴いていたベートーヴェンの第九であった。これによりアレックスは、最も敬愛する第九を聴くと吐き気に襲われ倒れてしまう身体となる。
治療は成功し、以後彼は、性行為や暴力行為に及ぼうとすると吐き気を催すほどの嫌悪感を覚え何もできなくなってしまう。それは犯罪に向かう暴力の根本的解決ではなかった。そして出所前に医師たちの立会いのもとで催されたデモンストレーションでは、政府高官や関係者の前で治療の効果が証明された。一同が生まれ変わったアレックスを目の当たりにし喜ぶなか、刑務所でアレックスと親しかった教誨師は、彼が行っているのは苦痛からの逃避であり、自ら選択して行った善（暴力の拒否）ではないことを指摘する。アレックスは暴力に対して無防備となり、それに抗うことを選択する能力のない存在となった。それはまるで中身が機械でできている人間、『時計じかけの“オレンジ”』のようであった。

### アレックスの出所

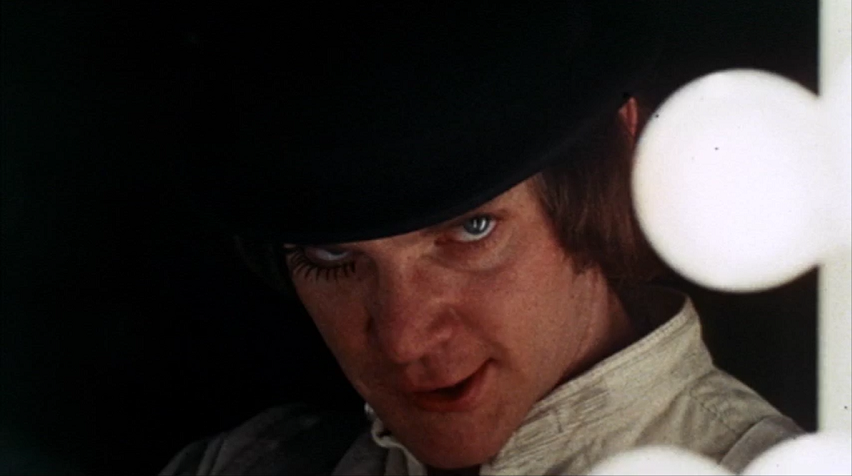
アレックス

アレックスは暴力に対して無防備な人間となって出所する。両親を驚かそうとして連絡せずに帰宅するが、両親はアレックスと風貌の似た男に彼の部屋を貸し、親子同然の関係を築いていた。アレックスはその男から過去の過ちを非難され、両親からも冷たくされて、居場所なく家を出る。
途方に暮れているとホームレスの老人が“カッター銭”を求めて来た。自分の境遇に通ずるものを感じポケットから金を出して与えるが、そのホームレスは以前彼がリンチした老人だった。老人はまるで死人でもみるかのような驚きの表情となり、人相を確認し、アレックスを追う。アレックスは逃走を試みるがほかのホームレス達に囲まれ、リンチされるがままになる。このときアレックスは、あえて抵抗しようとせずに暴行を受け入れた。アレックスにとって、暴力への嫌悪感による苦痛よりは、暴行を受けるほうがマシであった。この異変に気付いてやって来たのは、警官に就職したかつての仲間のディムとジョージーたちであった。警官たちはアレックスを人目のない郊外に車で連れ出すと、容赦のない暴力を浴びせて放置する。
惨憺たる様態で冷たい夜の雨の中をさまよったアレックスは、それとは知らず以前襲った作家の家に助けを求める。作家の世話をしている屈強な筋肉質の男に抱きかかえられ中に入れられると、見覚えのある作家の前に出た。夫人はすでに肺炎により死亡しており、作家はその死をかつて押し入った少年（マスクを被ったアレックス）からの強姦に原因があると思い込んでいた。また、作家自身はアレックスから受けた暴行の負傷により車椅子生活を送っていた。
作家はアレックスが受けたルドヴィコ療法を新聞報道により知っており、犯罪対策に手段を選ばない政府の横暴に憤っていた。そして、目の前に現れた彼を利用することで政権にダメージを与えることを思いつく。作家は入浴を勧め、アレックスが入浴している間に電話で要人と熱心に打ち合わせをする。風呂に浸かって安堵したアレックスは「雨に唄えば」を歌い始める。作家はこの歌声でかつて自分達夫婦を襲ったマスクの少年が彼であると気づくと、我を忘れるほどの激しい憎悪が湧き上がる。
入浴を終えたアレックスは食事にありつくが、作家の様子に違和感を覚えた。要人が到着し、アレックスは治療の詳細な質問に応じる。「『第九』を聴くと死にたくなる」ということを話したところで、アレックスはワインに入れられた薬物により意識を失う。
意識を取り戻すとアレックスは高い階の部屋に監禁されており、大音量の「第九」を聞かされる。アレックスは激しい嘔吐感に襲われ、死ぬつもりで窓から飛び降りる。暴力に対して過剰な嫌悪反応を植えつけられた彼だが、自己に対する暴力の手段が残っていた。アレックスを自殺に追い込み、メディアを利用して政府打倒を目論むことが作家の企てであったが、アレックスは死ななかった。

### アレックスの回復
アレックスが目覚めると、ギプスと包帯姿で病院のベッドに横たわっていた。体が少し回復すると精神科医が現れて、絵のシチュエーションに相応したセリフを答えるテストを始めるが、もはや受け答えに性行為や暴力行為への抵抗はなくなっていた。
特別な個室に移されたある日、ルドヴィコ療法実施をアレックスに決めた内務大臣が訪れ、治療が原因の自殺未遂事件で下がった政府の支持率を回復するため、世間に対して今度はルドヴィコ療法から完治したデモンストレーションをして欲しい、と言葉を濁しながら頼む。アレックスは野心的に快諾すると、大臣は友好の証としてプレゼントがあると応じた。商談が成立すると、待機していた2台の大きなスピーカーと大勢のカメラマンが部屋に雪崩れ込み、仲睦まじそうに手を取り合う両人の撮影を始める。大音量で鳴り響く「第九」のなかでアレックスはセックスシーンを思い描きながら恍惚の表情を浮かべる。それは以前の邪悪な顔つきそのものであった。

## 出演

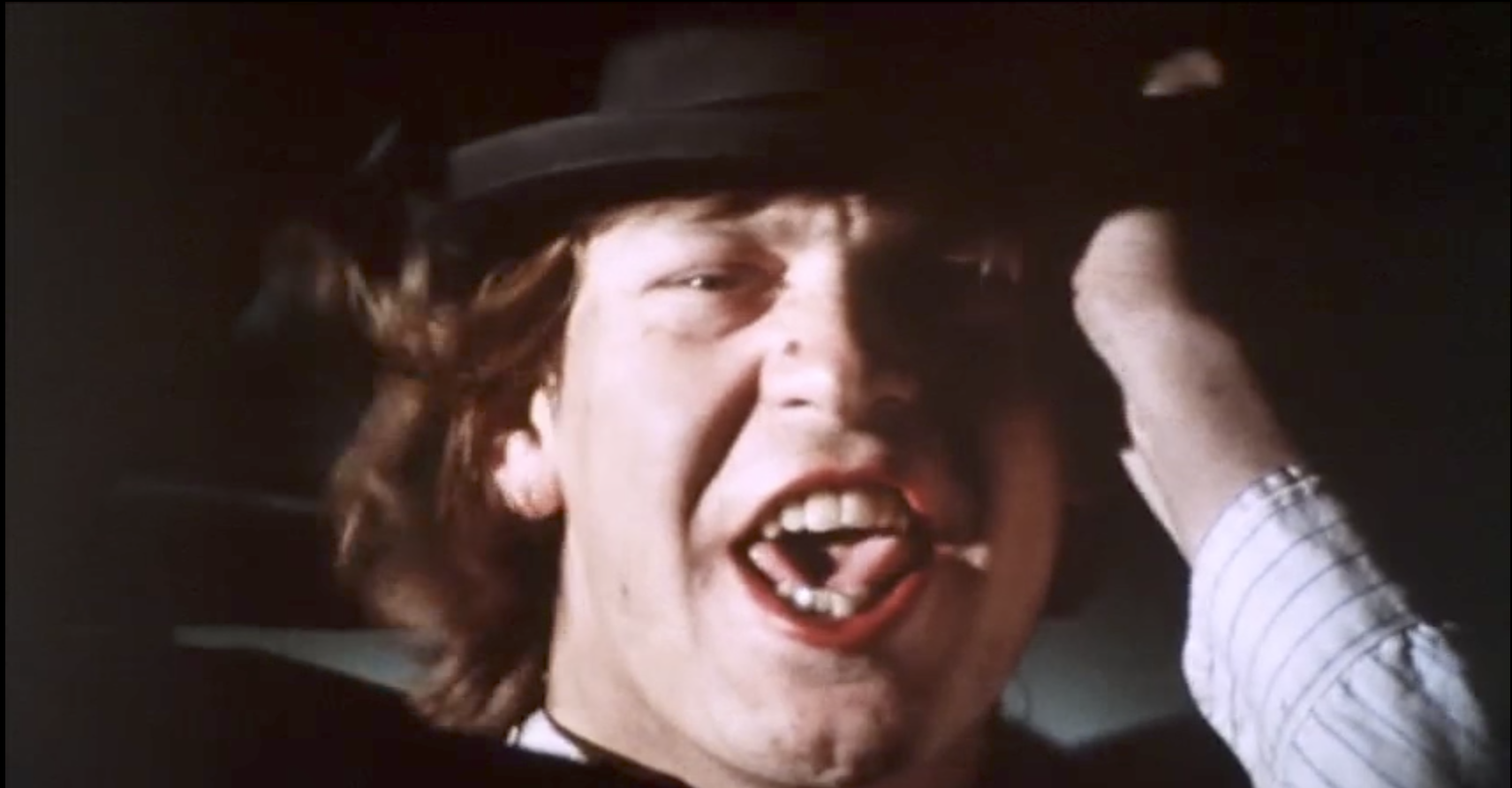
ディム

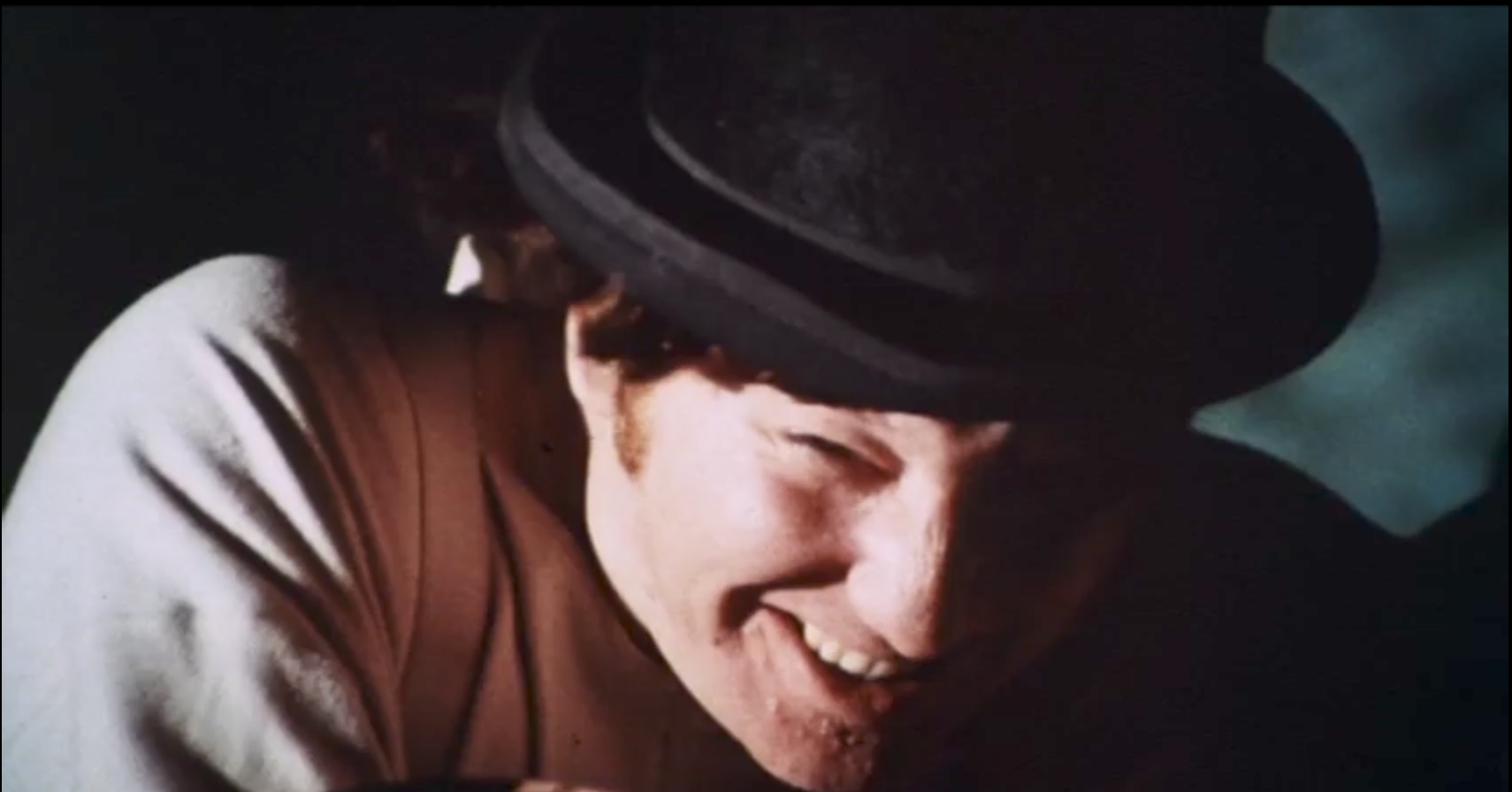
ジョージー

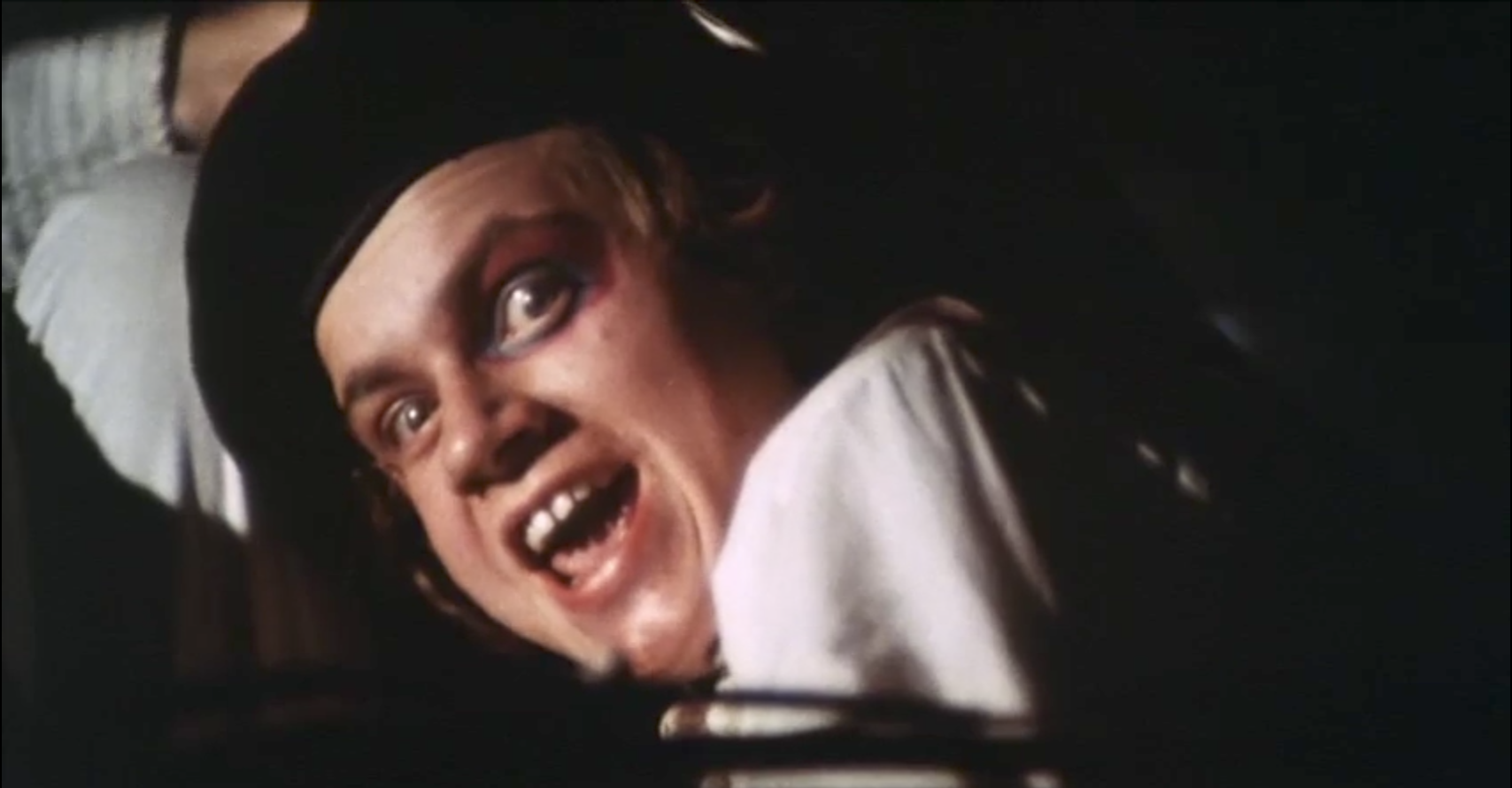
ピート

| 役名                                     | 説明                     | 俳優                     |
| ---------------------------------------- | ------------------------ | ------------------------ |
| アレックス（Alex DeLarge）               | 主人公の不良少年         | マルコム・マクダウェル   |
| ディム（Dim）                            | 不良仲間“ドルーグ”       | ウォーレン・クラーク     |
| ジョージー（Georgie boy）                | 不良仲間“ドルーグ”       | ジェームズ・マーカス     |
| ピート（Pete）                           | 不良仲間“ドルーグ”       | マイケル・ターン         |
| 乞食の老人                               | 冒頭で襲われる酔っ払い   | ポール・ファレル         |
| ビリー・ボーイ（Billyboy）               | 主人公と敵対する不良頭   | リチャード・コンノート   |
| ミスター・フランク（Frank）              | 被害者の作家             | パトリック・マギー       |
| ミセス・アレクサンダー（Mrs. Alexander） | 作家の妻（赤い服）       | エイドリアン・コリ       |
| キャットレディ（Cat Lady）               | 主人公に襲われる         | ミリアム・カーリン       |
| デルトイド（Deltoid）                    | 主人公の担任教師         | オーブリー・モリス       |
| トム（Tom）                              | 警官                     | スティーヴン・バーコフ   |
| バーンズ（Barnes）                       | 口髭の看守長             | マイケル・ベイツ         |
| 刑務所の牧師（Prison Chaplain）          | チョイスの名演説をした   | ゴッドフリー・クイグリー |
| 女医（Dr. Branom）                       | -                        | マッジ・ライアン         |
| ダッド（Dad）                            | 主人公の父親、禿げている | フィリップ・ストーン     |
| ママ（Mum）                              | 派手なカツラの母親       | シーラ・レイナー         |
| ジョー（Joe）                            | 赤い服の下宿人           | クライブ・フランシス     |
| フレデリック（Frederick）                | 内務大臣                 | アンソニー・シャープ     |
| 精神科医（Psychiatrist）                 | -                        | ポーリーン・テイラー     |

### スタッフ
- 製作・監督・脚本：スタンリー・キューブリック
- 原作：アンソニー・バージェス
- 撮影：ジョン・オルコット
- プロダクション・デザイン：ジョン・バリー
- 音楽：ウォルター・カルロス
- 撮影：ジョン・オルコット
- 美術：ジョン・バリー
- 衣装：ミレーナ・カノネロ
- 編集：ビル・バトラー

## 撮影
映画中にある新療法の実験シーンの際、アレックス役のマルコム・マクダウェルが装置でまぶたを固定される場面があるが、撮影中にこの装置の位置がずれて目の中に直接入り、角膜を傷つけた。
また、警察に就職した昔の仲間に頭を掴まれ水槽に沈められるシーンの撮影では、マクダウェルの呼吸用に空気を送るパイプが仕掛けられていたが、撮影の際には故障したのか空気が送られず、マクダウェルは演技ではなく本当に窒息状態に陥った。

## 音楽
映画では、クラシック好きのアレックスの設定が生かされた選曲がなされている。音楽を担当したのはウォルター・カーロスで、シンセサイザーを用いたベートーヴェンの『交響曲第9番』の演奏にヴォコーダーで加工した合唱（レイチェル・エルカインドの歌唱）が加わる斬新なものと、オーケストラの演奏による同曲（演奏はフェレンツ・フリッチャイ指揮／ベルリン・フィル他）、エルガーの『威風堂々』、ロッシーニの『泥棒かささぎ』など両方が使われている。
なお、タイトル音楽として使われている楽曲は、カーロスのオリジナルと誤解されることがあるが、原曲は、ヘンリー・パーセル作曲の『メアリー女王の葬送音楽』である（編曲に織り交ぜられたグレゴリオ聖歌「怒りの日」は同監督の『シャイニング』にも登場する）。
『雨に唄えば』が印象的な挿入歌として用いられているが、これはリハーサルの時にキューブリックがマルコム・マクダウェルに何か歌を歌えと指示したところ、マクダウェルが空で歌えるのがこの曲だけであったためだった。
使用された音楽は以下のとおり。
- 交響曲第9番ニ短調（作曲：ルートヴィヒ・ヴァン・ベートーヴェン）
- 『泥棒かささぎ』序曲、『ウィリアム・テル』序曲（作曲：ジョアキーノ・ロッシーニ）
- 『威風堂々』第1番、第4番（作曲：エドワード・エルガー）
- 『メアリー女王の葬送音楽』（作曲：ヘンリー・パーセル）
- 『太陽への序曲』（作曲：テリー・タッカー）
- 『灯台守と結婚したい』（作曲：エリカ・エイゲン）
- 『雨に唄えば』（作曲：ナシオ・ハーブ・ブラウン、作詞：アーサー・フリード、歌：ジーン・ケリー）
- 『シェヘラザード』（作曲：ニコライ・リムスキー＝コルサコフ）

電子音楽作曲、編曲、演奏：ウォルター・カーロス（後にウェンディ・カルロス）

## 評価・影響
暴力的表現が多く、論争を呼ぶ内容であったにも関わらず『時計じかけのオレンジ』はヒットし、製作費220万ドルに対しアメリカでの興行収入は2600万ドルにも上った。『俺たちに明日はない』『ワイルドバンチ』『ダーティハリー』『わらの犬』とともに映画における暴力的表現の規制緩和に一定の役割を果たした作品である。アカデミー賞やゴールデングローブ賞などにノミネートされ、ヒューゴー賞をはじめ様々な賞を受賞している。映画評価サイト、Rotten Tomatoesにおいて2023年の時点で88%の批評家が高評価を下している。アメリカ映画ベスト100では47位、アメリカ映画ベスト100（10周年エディション）においても70位を獲得している。同じくアメリカン・フィルム・インスティチュート(AFI)が公表したスリルを感じる映画ベスト100では47位、10ジャンルのトップ10ではSF部門で4位を獲得している。また主人公のアレックスはアメリカ映画100年のヒーローと悪役ベスト100で悪役として12位となっている。タイムは「 Top 10 Ridiculously Violent Movies 」の9位にこの作品を挙げている。2008年に投票が行われたエンパイアの「 The 500 Greatest Movies of All Time 」においては37位となっている。
公開当初、アメリカの鑑賞制限は17歳未満の鑑賞を禁止する、X指定（1971年当時、後のNC-17）であった。キューブリックは自発的に30秒ほどの性描写が強いシーンを差し替え、1973年にR指定で再公開した。1980年代初頭に発売されたVHSでは、このR指定バージョンが存在する。DVDについては全てがX指定されたオリジナル版となっている。ただしレーティング自体は制度の変更によりR指定となっている。
露骨な性描写、暴力表現によりアメリカ合衆国カトリック司教協議会の映画審査部門はレーティングをC（Condemned、有害）として鑑賞を禁じている。後にC指定そのものが無くなったが、やはり許容範囲を超えた性・暴力表現とされ、O（Morally Offensive、反道徳的）と指定されている。
イギリスでも1972年1月に米国と同じオリジナルバージョンで公開された。1972年3月、同級生を殺害した14歳の少年の裁判中、検察はこの事件と『時計じかけのオレンジ』について言及した。バッキンガムシャー、ブレッチリーに住む16歳の少年が浮浪者の老人を殺害した事件でも関係性が取りざたされた。勅撰弁護士は彼が友人からこの映画のことを聞かされた後で犯行に及んだ事実を示し、「過激な作品、特に『時計じかけのオレンジ』は疑いようもなく、この事件に関係がある」と弁護した。キューブリックのもとには多数の脅迫状が寄せられ、自身と家族の安全を危惧したキューブリックの要請により1973年全ての上映が禁止された。英国での再上映が始まったのは、ビデオが発売されキューブリックが他界した後の1999年になってからである。
また、主演のマクダウェルは「映画を真似た犯行があったからと言って、それはこの映画に出演した私が悪いのでしょうか? そんなこと、私は知ったことではありません、私の責任ではありません。」と講演で語っている。
この映画が公開された1972年、アメリカ人のアーサー・ブレマーという男は5月15日に民主党から大統領選挙出馬を狙っていたアラバマ州知事ジョージ・ウォレスの暗殺を謀り、逮捕された。ブレマーは自らの日記に「『時計じかけのオレンジ』を見てずっとウォレスを殺すことを考えていた」と書いていた。ブレマーの日記は後に出版され、日記を読んだ一人にポール・シュレイダーがいた。シュレイダーはブレマーの日記をモチーフに映画『タクシードライバー』（マーティン・スコセッシ監督、ロバート・デ・ニーロ主演）の脚本を書いた。
デヴィッド・ボウイが1970年代初期に演じていた「ジギー・スターダスト」はこの映画の影響を受け、そこには『時計じかけのオレンジ』を気に入っているボウイからの皮肉が込められている。ボウイはウォルター・カーロスの第九を1972-1973年のジギー・スターダスト・ツアーと1990年のサウンド+ヴィジョン・ツアーで使用した。またボウイの楽曲「サフラジェット・シティ」（Suffragette City）には「ドルーギー」（droogie）が引用されている。

## 受賞歴

### 受賞
- ヒューゴー賞（1972年）
  - 映像部門
- 第37回ニューヨーク映画批評家協会賞
  - 作品賞
  - 監督賞
- 第33回ヴェネツィア国際映画祭
  - パシネッティ賞
- ナストロ・ダルジェント賞
  - 海外監督賞

### ノミネート
- 第44回アカデミー賞
  - アカデミー監督賞
  - アカデミー編集賞
  - アカデミー作品賞
  - アカデミー脚色賞
- 第26回英国アカデミー賞
  - ベストプロダクション賞
  - 撮影賞
  - 監督賞
  - 作品賞
  - 編集賞
  - 脚本賞
  - サウンドトラック賞
- 第24回全米監督協会賞
  - 長編映画監督賞
- 第29回ゴールデングローブ賞
  - 監督賞
  - 作品賞 (ドラマ部門)
  - 主演男優賞 (ドラマ部門)
- 全米脚本家組合賞（1972年）
  - Best Drama Adapted from Another Medium – Stanley Kubrick

## 舞台
1990年、原作者であるアンソニー・バージェスの脚本で、イギリスのロイヤル・シェークスピア・カンパニーで舞台化もされた。
また、2012年に原作刊行から50周年記念したイベント「CALL FOR PAPER: FIFTY YEARS OF CLOCKWORK ORANGE』の一環としてイギリスのロイヤル・ノーザン・カレッジ・オブ・ミュージックがマンチェスターにあるインターナショナル・アンソニー・バージェス・ファウンデーションでミュージカルとして公演を行う。
日本では、2011年（東日本大震災の直前）に河原雅彦演出、小栗旬主演、橋本さとし、武田真治、高良健吾、山内圭哉、石川禅、キムラ緑子、吉田鋼太郎の出演で「パンクオペラ」として舞台化され、東京の赤坂ACTシアターで上演された。